# Каран, Донна
До́нна Ка́ран (англ. Donna Karan), урождённая До́нна А́йви Фа́ске (Donna Ivy Faske; 2 октября 1948 года, Нью-Йорк, США) — американский модельер и предпринимательница. Создала всемирно известные торговые марки Donna Karan и DKNY (Donna Karan New York).

## Биография
Донна Айви Фаске родилась 2 октября 1948 года в Нью-Йорке. Росла в семье отчима (портного) и матери (модели). В возрасте 14 лет стала продавцом одежды.
В 1966 году окончила школу (George W. Hewlett High School) и два года обучалась искусству дизайна и рисунка в Parsons School of Design. Работала на модный дом Анны Кляйн после смерти его основательницы до 1989 года. Тогда же запустила свою первую линию the Essentials и легендарную «Seven Easy Pieces».

### Компания
Когда в 1974 году Анна Кляйн умерла от рака, Каран стала главным модельером её Дома. А в 1984 году основала свой — Donna Karan International Inc. И поддержал её проект акционер Дома Anne Klein — японская группа Takihyo. Осенью 1985 года новый Дом представил первую коллекцию. После показа пресса сделала вывод: Каран входит в историю моды, предлагая новаторскую точку зрения — Donna Karan Collection признана бестселлером в США.
Очень быстро из небольшого ателье в домашней гостиной, переоборудованной под цех, компания стала глобальной Donna Karan New York Company.
С весны 1997 года производится одежда ещё под несколькими лейблами:
- D,
- DKNY Classic,
- DKNY Active.

К 1998 году там трудилось 1540 сотрудников, из них без малого сто дизайнеров. Команда была разбита на девять групп.
В 2008 году лицом компании стала Кейт Мосс.

Она стала одной из самых успешных женщин в мире. Среди её почитателей и миллионеры и рабочий класс. Сегодня, империя Донны получила международный успех и признание. Госпожа Каран останется актуальной в мировой моде и продолжит впечатлять нас невероятно оригинальным и современным подходом.

Донна Каран стала первым дизайнером, разработавшим уникальную концепцию «Семь простых вещей». Она продумала все до мелочей, и её концепция заключается в том, что каждая женщина, проживающая в крупном городе, должна включить в свой базовый гардероб семь незаменимых вещей. Для Донны Каран это свитер, легинсы, брюки, кожаный жакет, блузка, костюм и удобное платье. В отличие от других модельеров, Каран никогда не стремится создавать роскошные наряды и говорит, что её одежда предназначена для всех.

### Награды
- Премия Coty American Fashion Critics’ Award в 1977 и 1982 годах.
- Зачисление в зал славы Coty (1984).
- Council of Fashion Designers of America (CFDA) отметил её мужскую линию 1992 года и женскую в 1990 и 1996 годах.
- Специальные призы CFDA три года подряд (1985, 1986, 1987).
- Отмечена Fashion Group International а т. н. «Ночи звёзд».

### Личная жизнь
В начале 1970-х вышла замуж за владельца сети магазинов одежды Марка Карана, родила дочь Габриэль. В 1978 году пара развелась.
В 1983 году вышла замуж за скульптора Стивена Уайса, который возглавлял её компанию в качестве генерального директора вплоть до своей смерти от рака легких в 2001 году. После его смерти основала фонд Urban Zen.
Живёт в своём родном штате Нью-Йорк.
Изучает каббалу.
Ближайшей подругой Донны Каран является Барбра Стрейзанд.